# Aeletes scotti
Aeletes scotti är en skalbaggsart som beskrevs av Yélamos 1998. Aeletes scotti ingår i släktet Aeletes och familjen stumpbaggar. Inga underarter finns listade i Catalogue of Life.